# Muhammad Saleh Arifin
Muhammad Saleh Arifin (23 de noviembre de 1926 - ¿?) fue un militar y político indonesio que se desempeñó como alcalde de Medan entre 1974 y 1980, y también fue miembro de la Asamblea Consultiva Popular.

## Biografía
Arifin nació en Medan el 23 de noviembre de 1926. Recibió siete años de educación en una escuela Taman Siswa y pasó un año estudiando economía en Kayutanam, Sumatra Occidental. Después de trabajar en una librería en Medan y en una plantación en Binjai durante la ocupación japonesa de las Indias Orientales Neerlandesas, se unió al Ejército de Indonesia durante la Revolución indonesia. Más tarde, también completó la escuela secundaria y superior en Medan, antes de matricularse en la escuela de oficiales de infantería en Bandung.
Luego permaneció destinado en el norte de Sumatra hasta 1963, cuando fue reasignado a Kodam Siliwangi durante un año. Fue asignado al norte de Sumatra y se convirtió en asistente del comandante militar regional en Kodam I/Bukit Barisan.
Luego fue designado para convertirse en presidente del partido provincial de Golkar en el norte de Sumatra. Ocuparía este cargo hasta 1973. En 1971, fue designado para convertirse en miembro de la Asamblea Consultiva Popular recién formada como delegado del ejército con el rango de coronel (hasta 2004, un bloque de escaños en la Asamblea estaba reservado para policías y militares). Más tarde se desempeñó como alcalde de Medan, inicialmente como alcalde interino a partir del 27 de julio de 1974 para reemplazar a Sjoerkani (id). Luego fue nombrado alcalde el 31 de julio de 1975, y su mandato finalizó el 31 de marzo de 1980. Durante su mandato, un área de juegos de azar de alto perfil operó en Medan con un permiso municipal, que Arifin defendió explícitamente contra las críticas de los medios. Según Arifin, los organizadores del juego acordaron pagar una suma de 15 millones de rupias (~USD 36 000 a la paridad de la década de 1970) cada mes al gobierno municipal, y solo estaría abierto durante tres meses. Dijo además que los fondos se utilizarían para construir una nueva calle.
Está enterrado en el Cementerio de los Héroes de Bukit Barisan en Medan.